# Nebalia troncosoi
Nebalia troncosoi — вид морських ракоподібних ряду Тонкопанцирні (Leptostraca). Вид зустрічається на північному сході Атлантики біля берегів Іспанії та, можливо, Великої Британії. Придонний вид, мешкає на глибині 3-11 м.